# Rajás brancos

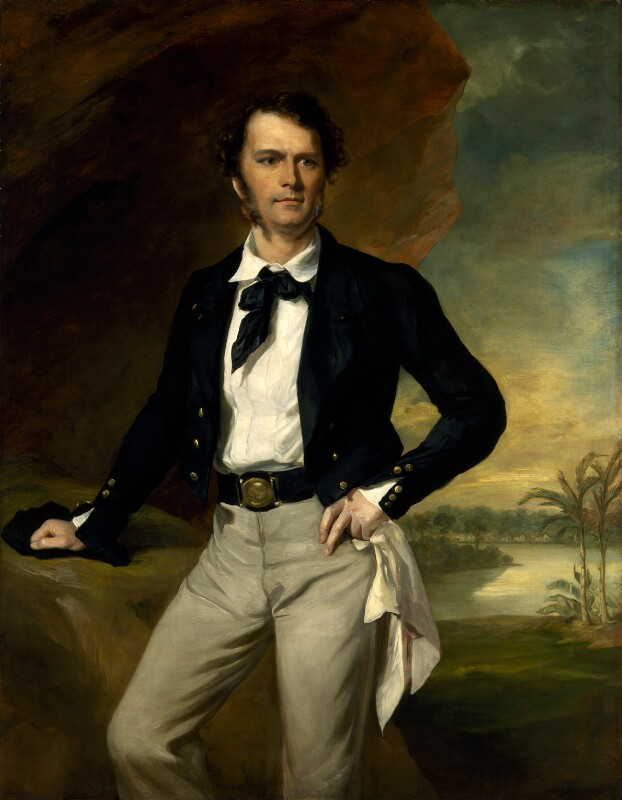
Sir James Brooke, Rajá de Sarawak

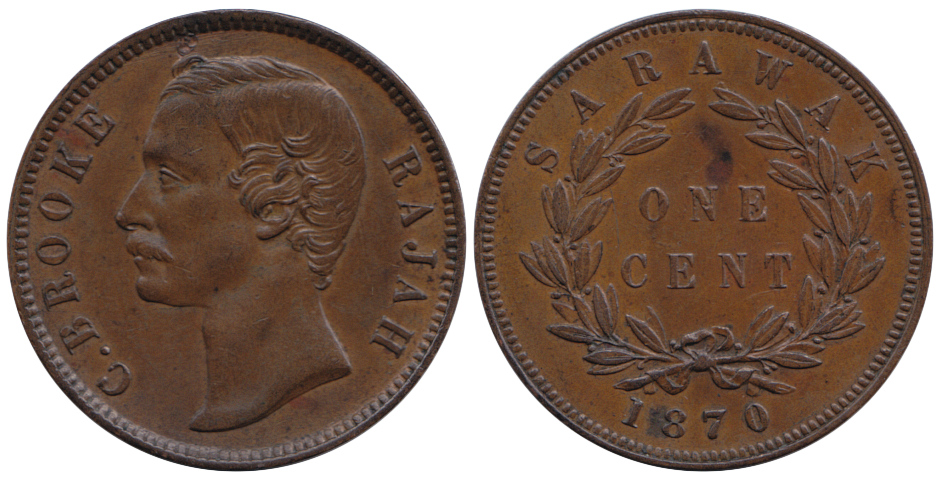
Moeda de 1 cent de 1870 com retrato de Charles Brooke

Os Rajás brancos foram uma dinastia que fundou e governou o Reino de Sarawak de 1841 a maio de 1946, pertenciam a mesma familia, os Brookes, de origem  inglesa. O Sultão de Brunei cedeu a soberania completa de Sarawak para James Brooke, sendo-lhe concedido o título de Rajah de Sarawak em 24 de setembro de 1841, atribuído em parte ao seu relacionamento com uma filha do sultão, embora a declaração oficial não foi feita até 18 de agosto de 1842.

## Governantes
Sarawak era parte do reino de Brunei até que James Brooke, que se tornou o primeiro Rajá Branco, recebeu um pedaço considerável de terra do sultão de Brunei. Durante o governo de James e Charles Brooke, o tamanho do reino de Sarawak aumentou tremendamente, à medida que mais território foram arrendados ou anexados de Brunei. No total houve três Rajás Brancos:
- James Brooke (1841-1868),[1] oficialmente solteiro e sem herdeiro legítimo.

- Charles Brooke (1868-1917) sobrinho de James,[1] casou com Margaret Alice Lili de Windt, com quem teve seis filhos dos quais três morreram na infância.

- Vyner Brooke (1917-1946),[1] segundo filho de Charles Brooke, casou com Sylvia Brett, com quem teve três filhas.

Em geral os Brookes seguiram uma política de paternalismo, que visava proteger os povos indígenas da 'exploração capitalista', e como resultado evitou os mesmos níveis de desenvolvimento que eram evidentes em algumas outras partes do Império Britânico. James iniciou a expansão de Sarawak,  mas foi o seu  sobrinho Charles, que foi o grande construtor, tanto em termos de edifícios públicos, como fortalezas e também na ampliação das fronteiras do estado. Apesar, da forma de sua partida do reino ter sido controversa, Vyner no entanto instituiu importantes reformas políticas, incluindo o fim da autoridade absoluta da rajás, em 1941, pouco antes da invasão japonesa, através da concessão de novos poderes para o 'Conselho Negri' (parlamento local).

## Cessão ao Reino Unido
Após a Segunda Guerra Mundial, Vyner Brooke cedeu Sarawak para o Colonial Office  por uma pensão considerável para ele e suas três filhas. Seu sobrinho e herdeiro designado, Anthony Brooke, inicialmente se opôs à Coroa, como fez a maioria dos membros nativos do Conselho Negri. Sendo que Duncan Stewart, o segundo governador britânico para Sarawak, foi assassinado na agitação resultante.

## Governo

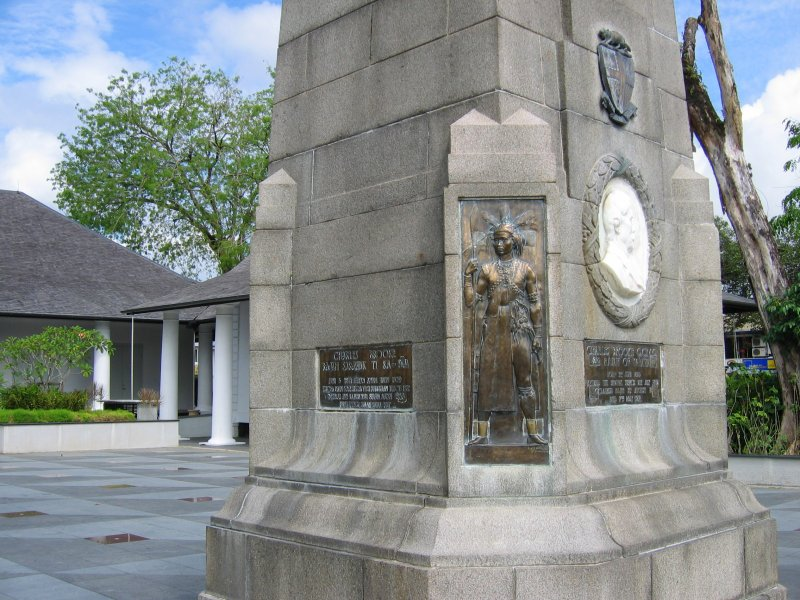
Brooke Memorial em frente ao antigo Forum emKuching com relevo mostrando um guerreiro Iban.

Quando James Brooke chegou em Sarawak pela primeira a área era governada como um estado vassalo do Sultanato de Brunei. Quando ele assumiu o controle da área original em torno de Kuching na década de 1840, grande parte do sistema de governo era baseado no modelo ineficaz do Brunei. James começou a reforma do governo, criando um serviço civil, e recrutou Europeus, principalmente britânicos, para executar os serviços distritais oficiais. O serviço público de Sarawak foi continuamente melhorado por James e seus sucessores.
James manteve muitos dos costumes e símbolos da monarquia malaia e combinou-os com seu próprio estilo de regra absoluta. O rajá tinha o poder de introduzir leis e atuar como juiz supremo em Kuching. Os Brookes estavam determinados a impedir que os povos de Sarawak fossem "explorados" por interesses comerciais ocidentais e formou a Companhia Limitada de Bornéu para ajudar na gestão da economia. Esta entidade também prestou apoio militar aos Brookes como durante a rebelião chinesa, quando um dos barcos a vapor da companhia, o "Sir James Brooke", ajudou a recapturar Kuching.
Uma pequena força paramilitar, os Sarawak Rangers, foi formada por Rajá Charles para fiscalizar e defender o Estado em expansão. Este pequeno exército também ocupou uma série de fortes em todo o país, realizando deveres cerimoniais e atuou como guarda pessoal dos rajás, porém foi insuficiente para conter a invasão japonesa em Dezembro de 1941.

## Legado

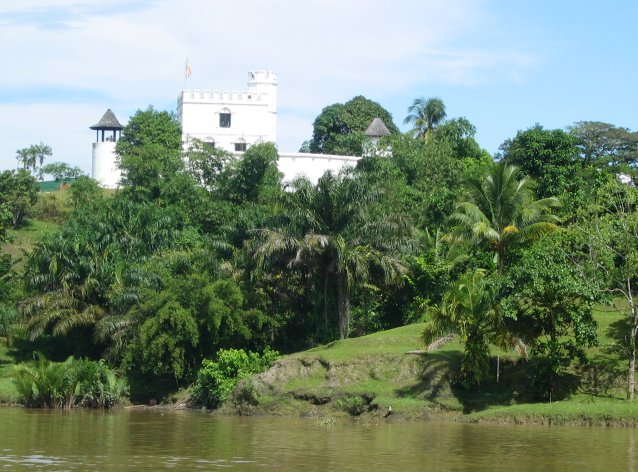
Fort Margherita foi erguido pelo rajá Charles e nomeado após sua esposa, Margaret Ranee.

O período do governo de Brooke é geralmente visto favoravelmente em Sarawak, apesar de sucessivos governos pós-federação da Malásia tentarem minimizar e, de certa forma, denunciar o rajás Brooke e seus herdeiros.
O legado arquitetônico da dinastia pode ser visto no país em muitos dos edifícios históricos coloniais do século XIX. Em Kuching estes incluem a Astana (residência do governador), o Museu de Sarawak, o velho Forum, o Forte Margherita, o Forte Square, e o Brooke Memorial. Vários prédios importantes do período Brooke foram demolidos, como os escritórios e armazéns da Companhia de Bornéu.
Sarawak é notavelmente diferente da Malásia peninsular e mesmo de Sabah, por existirem grupos étnicos mais variados, devido à grande proporção de povos tribais, tais como o Iban e Dyaks. A migração chinesa e indiana foi incentivada em vários momentos pelos Brookes.

## Heráldica e emblemas

Escudo de Sarawak

Bandeira do Reino de Sarawak

As armas heráldicas da dinastia Brooke foram baseadas no emblema usado por James Brooke, e consistia de uma cruz vermelha e preta em um escudo amarelo, e encima um distintivo conhecido na heráldica como um Texugo, aludindo ao apelido dinástico. Uma coroa foi adicionada em 1949 e o desenho do escudo foi usado como a base da bandeira do Sarawak até 1973. Em 1988, a bandeira do estado reverteu as cores originais.